# オフザーケン
『オフザーケン』（OFFZARKEN）は、徳間書店インターメディアから発売予定だったファミリーコンピュータ用ロールプレイングゲーム。

## 概要
- キャラクターデザインは漫画家の矢野健太郎。
- 職業は、剣士、術士、法士、力士、女子高生、OL、マルサ、板前、看護婦などが登場する。ただし勇者にあたる職業は存在しない。
- 職業も然ることながら、画面に足元しか収まらないほど巨大な敵がいるかと思えば1ドットで表現されるほど小さい敵がいるなど、タイトル通りおふざけ要素が満載な作品であった[1]。
- 2009年10月14日伊集院光 日曜日の秘密基地のコーナー「秘密キッチの穴」で、「欲しかった冗談だらけのゲーム」で取り上げられた。番組内での発売中止になった理由は、「発売延期を繰り返した結果スーパーファミコンの時代になってしまったから」とのこと。
- 2017年3月25日発売「幻の未発売ゲームを追え! 〜今明かされる発売中止の謎〜」(書籍情報 ISBN 9784198643805)では、矢野健太郎によるカラー漫画が、4P掲載されている。